# Yanornis
Yanornis ist eine ausgestorbene Vogel-Gattung, die in der frühen Kreidezeit lebte, und ein urtümliches Mitglied der Gruppe Ornithurae, der auch alle modernen Vögel angehören. Die Beschreibung der Art Yanornis martini beruht auf Versteinerungen, die in der Jiufotang-Formation bei Chaoyang, westliche Liáoníng-Provinz der Volksrepublik China, gefunden wurden. Bis 2004 waren fünf Exemplare bekannt.

## Etymologie
Die Wortschöpfung Yanornis leitet sich ab von den altchinesischen Yan-Dynastien, deren Hauptstadt Chaoyang war und von dem altgriechischen Wort όρνις (ornis) für Vogel; die Artbezeichnung martini wurde zu Ehren des Paläornithologen Larry D. Martin gewählt.

## Beschreibung
Yanornis erreichte die Größe einer ausgewachsenen Taube, der Schädel war länglich und hatte 10 Zähne im Oberkiefer und 20 Zähne im Unterkiefer. Der Vogel ernährte sich hauptsächlich von Fischen. In Anpassung an diese Ernährungsweise erwarb Yanornis einige morphologische Merkmale, die konvergent ebenfalls bei dem kreidezeitlichen Vogel Longipteryx, der zur nicht näher verwandten Gruppe der Enantiornithes zählt, ausgebildet sind. Gabelbein und Zähne jedoch ähneln mehr der enantiornithinen Gattung Aberratiodontus.
Das Fehlen des Präfrontale (Vorderstirnbein) und ein gegenüber der urtümlichen Diapsida-Schädelanatomie sehr abgeleiteter Schädel belegen Yanornis’ Zugehörigkeit zu den Ornithurae, zu denen auch der gemeinsame Vorfahr aller heute lebenden Vogelarten gehörte. Das Gabelbein (Furcula) war U-förmig und in seiner Morphologie abgeleitet. Auch Schulterblatt und Rabenbein waren bereits in Gestalt und Anordnung denen der modernen Vögel ähnlich. Aus diesem Grund konnte Yanornis seine Schwingen über den Rücken anheben und einen effizienten Aufschlag durchführen. Im Vergleich zu den Enantiornithes und zu den basalen Vögeln Confuciusornis und Archaeopteryx verfügte er über ein weit besseres Flugvermögen. Die für einen energetischen Flug benötigte Muskulatur benötigte eine solide Ansatzfläche, so übertraf bei Yanornis die Länge des Brustbeins dessen Breite – auch dies ein moderner Entwicklungstrend.

## Taxonomie und Systematik
Yanornis erlangte Berühmtheit durch einen paläontologischen Betrug, als die Vorderhälfte eines Vogels mit dem Schwanz eines Microraptors kombiniert und dann als „Archaeoraptor“ vorgestellt wurde. Nachdem die Fälschung offensichtlich war, wurde die Vogelhälfte als Archaeovolans repatriatus beschrieben und später dann als Yanornis zugehörig erkannt.
Eine Systematikstudie im Jahr 2006 über die verwandtschaftlichen Beziehungen moderner Vögel kam zu dem Ergebnis, dass Yanornis, Yixianornis und Songlingornis eine monophyletische Gruppe bilden – da Songlingornis die zuerst beschriebene Gattung war, sollte die Bezeichnung dieses Taxons Songlingornithidae lauten. Dass Yanornis nur ein Synonym für Songlinornis darstellt, wird nicht von allen phylogenetischen Analysen gestützt.